# 1953 w informatyce
Kalendarium informatyczne 1953 roku
- Pierwszy na świecie masowo produkowany komputer IBM 650 został wprowadzony do sprzedaży[1].
- Powstała pierwsza drukarka[2].
- Grupa Aparatów Matematycznych zakończyła pracę nad ultradźwiękową pamięcią rtęciową[3][4].
- Romuald Marczyński rozpoczął budowę Elektronicznej Maszyny Automatycznie Liczącej[5].